# Pollenanalyse
Pollenanalyse, eller pollenstatistik (undertiden palynologi som er hele pollenvidenskaben) er en paleobotanisk teknik med hvilken man studerer pollenkorn i tørv og sedimenter. Teknikken udvikledes i 1919 primært af Lennart von Post, som fik sin inspiration fra Gustaf Lagerheims og Rutger Sernanders arbejder. Analysen har betydning for økologisk arkæologi og økologisk evolution, tidligere som metode til datering af fund og i nyere tid for studier af de botaniske forhold i forskellige tidsperioder, især i Kvartær.

## Bevaringsforhold
Pollenanalyse er i dag den vigtigste metode til at skaffe sig viden om, hvorledes forhistoriske skove så ud. Metoden hviler på den enorme produktion og spredning af pollen, som anemofile frøplanter står for. Pollenkorn er praktisk talt uforgængelige, det vil sige, at de kan genfindes under mange forskellige forhold og efter hundredtusinder af år. En del af pollenkornene havner på steder, hvor de sedimenterer - især i søer, moser og kær - og her bevares, idet de fugtige og ret iltfattige miljøer ikke nedbryder pollenkornets yderskal. Samtidig er sådanne steder egnede til at sikre en tidsmæssig lagdeling, det vil sige, at man fra forskellige dybder vil kunne få overblik over forandringer i vegetationen.

## Fremgangsmåde
I det fugtige underlag nedsænkes et tyndt, hult rør. Ved hjælp af dette hentes boreprøver fra sedimentet, hvis lagfølge viser hvor længe, pollenkornene har ligget i de forskellige dybder. Alderen for de forskellige lag bestemmes i dag med kulstof-14-metoden, hvis de er yngre end ca. 50.000 år. Ved hjælp af mikroskop bestemmes pollenkornenes arter eller slægter, idet pollenkornenes udseende varierer efter træ eller plante. Bestemmelsen opgøres i statistiske fordelinger for de enkelte arter.
Blandt andet på grund af, at forskellige arter afgiver forskellige mængder af pollen, er mængden af pollen i en borekerne ikke direkte proportional med, hvor almindelige, de forskellige arter var i omgivelserne. For at kunne bestemme den virkelige sammensætning af fx de enkelte træsorter i en forhistorisk skov har man derfor beregnet en korrelationsfaktor for hver art. Forholdet mellem pollenforekomsten for græsser henholdsvis træer fra en vis tidsperiode giver en rettesnor for, hvor lukket (eller åben) skoven var.
I 1916 var den svenske geolog Lennart von Post den første til at præsentere et pollendiagram (hvor forskellige arters pollenmængde angives gennem tiden).